# Мост Эрнста Мюллера
Мост Эрнста Мюллера (нем. Erndt-Müller-Brücke) — пешеходно-велосипедный мост через Вуппер в самой верхней части Вупперского водохранилища (в верхней части пруда-отстойника) в Хюккесвагене. Первый (старый) мост рухнул здесь в июне 2008 года.

## Старый мост
Мост через реку Вуппер был построен в 1985 году и позже назван в честь советника местного отделения СДПГ Эрнста Мюллера, который выступал за строительство моста и пешеходных туристских троп вокруг водохранилища. Трехшарнирный арочный мост был построен из дерева, и в 1999 году стал собственностью Вупперской ассоциации.
В ноябре 2006 года в ходе плановых работ выяснилось, что мосту грозит обрушение из-за гниения древесины. Его тут же закрыли для посещения. Отчёт показал, что арочные фермы были выветрены с одной стороны. Население сожалело о закрытии, так как теперь популярные круговые маршруты были прерваны, и тем, кто искал отдыха, приходилось совершать длинные объезды. После того, как город взял на себя ответственность, предприятие, расположенное расположенное на берегу Вуппера, согласилась разрешить проход через свою территорию, чтобы можно было значительно сократить необходимый объезд.
В 2007 году было принято решение заменить мост Эрнста Мюллера новой мостовой конструкцией. В тендере приняли участие семь претендентов с 23 предложениями, одно из которых касалось плоского стального моста.
За две недели до начала работ по сносу и нового строительства мост Эрнста Мюллера рухнул вечером 24 июня 2008 г. из-за повреждений, указанных в отчёте. Люди не пострадали.

Старый мост
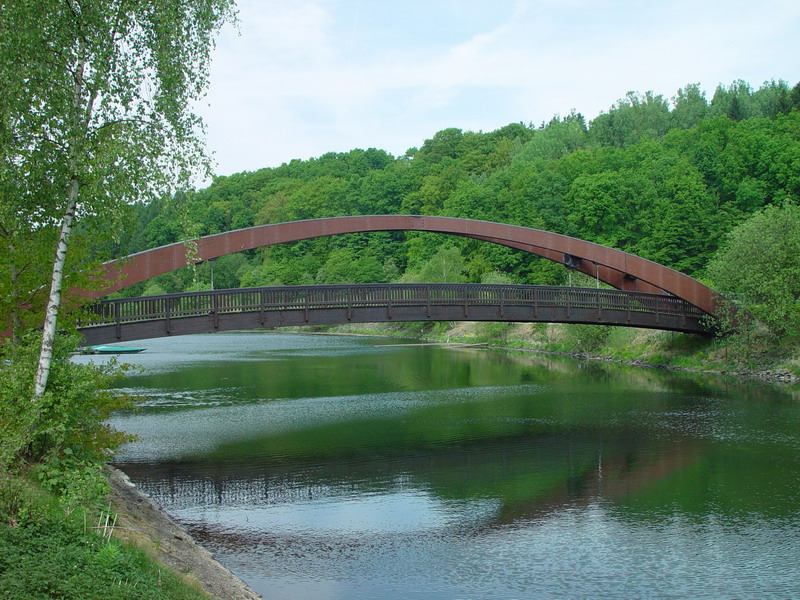
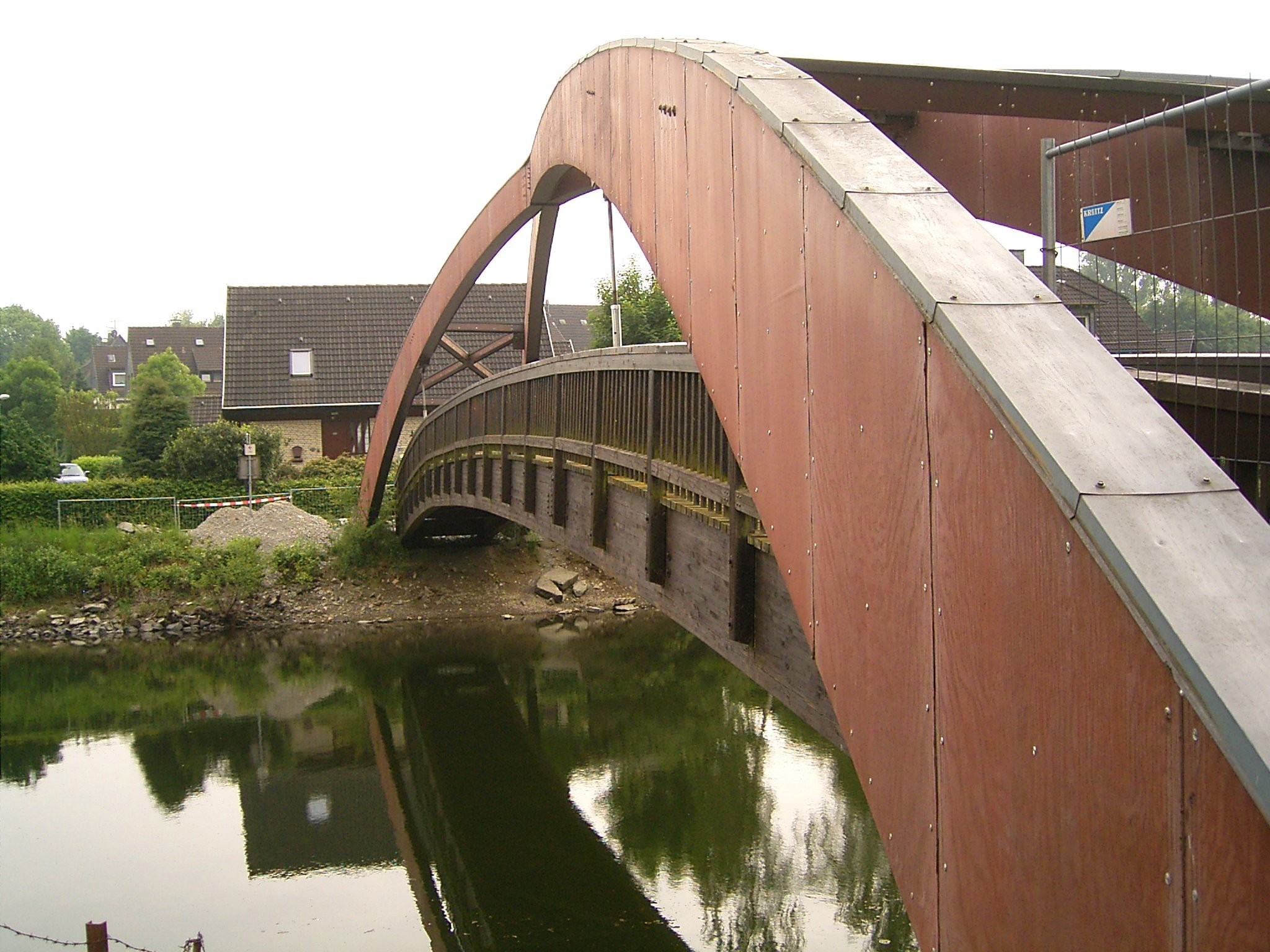
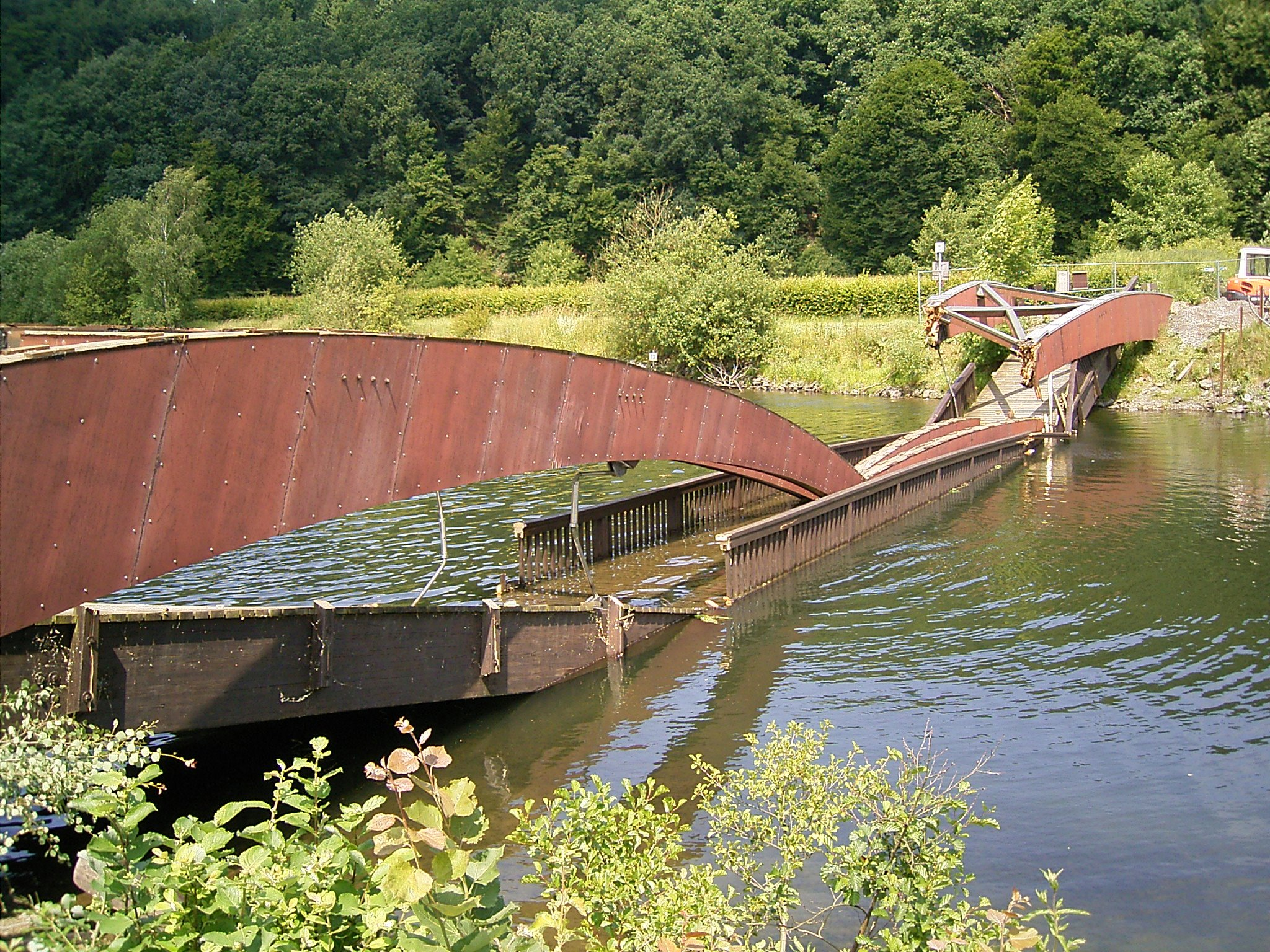
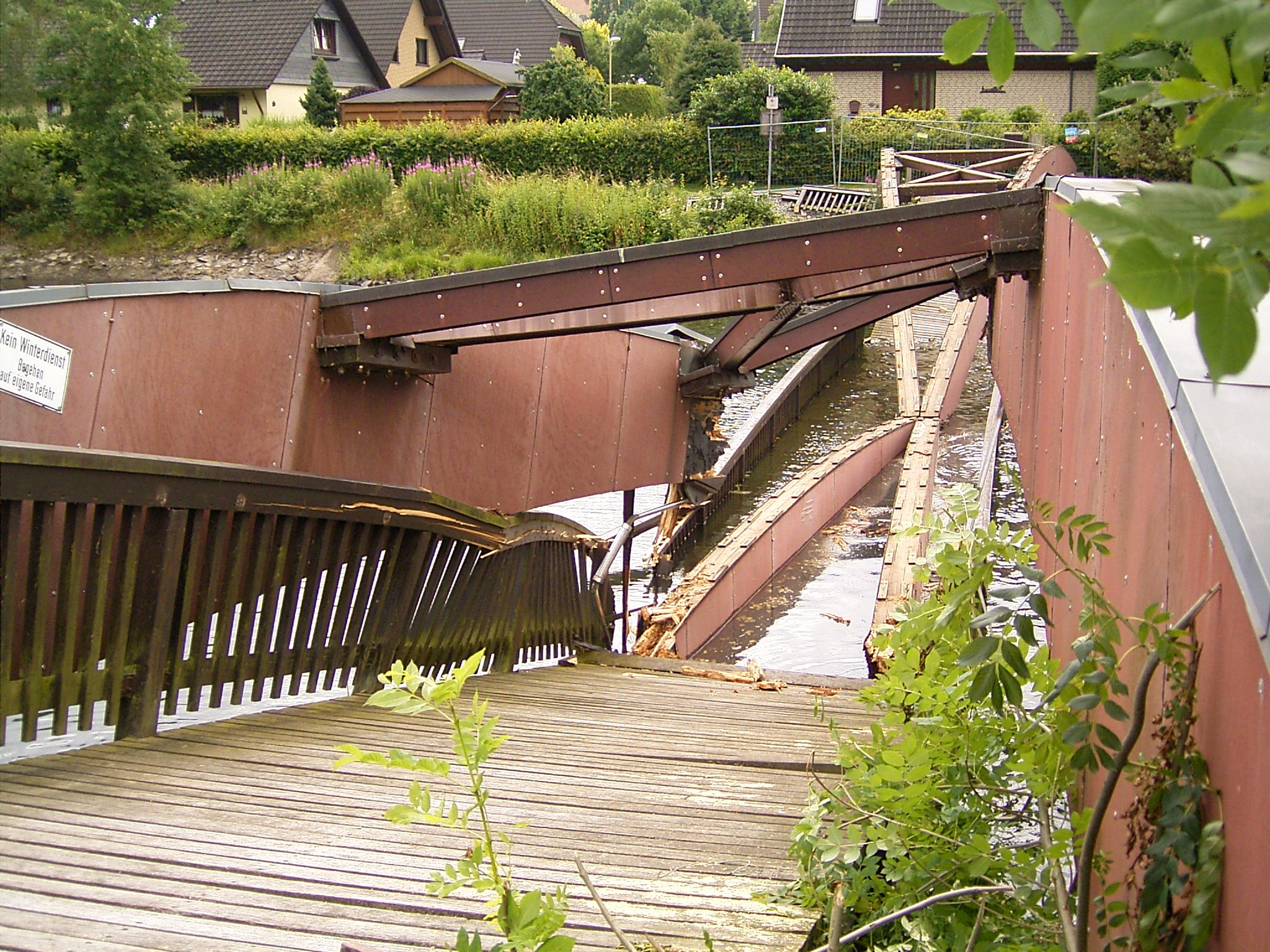

## Новый мост
Стальной балочный однопролётный мост-преемник, был возведен в начале августа 2008 года.

Новый мост
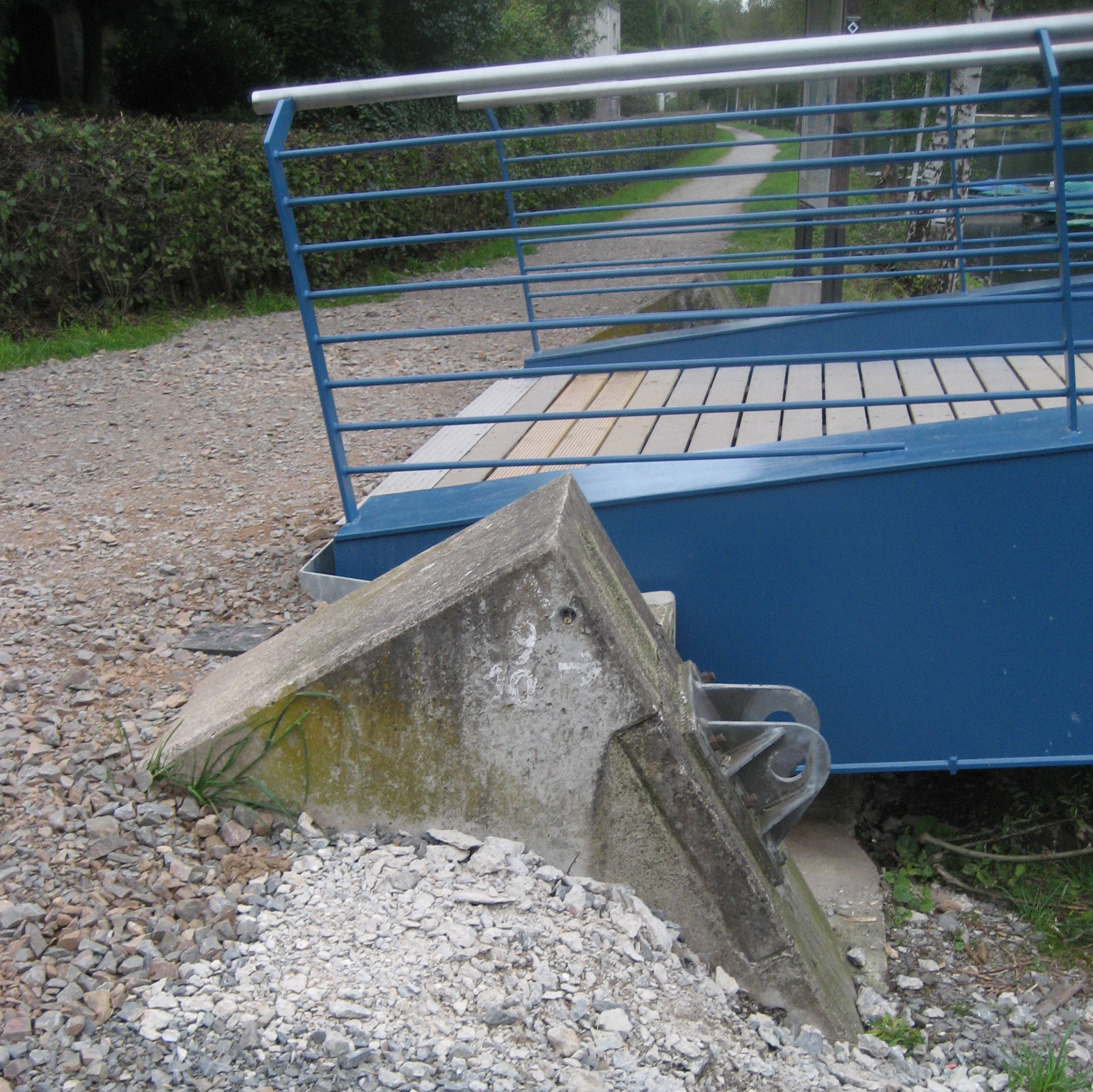
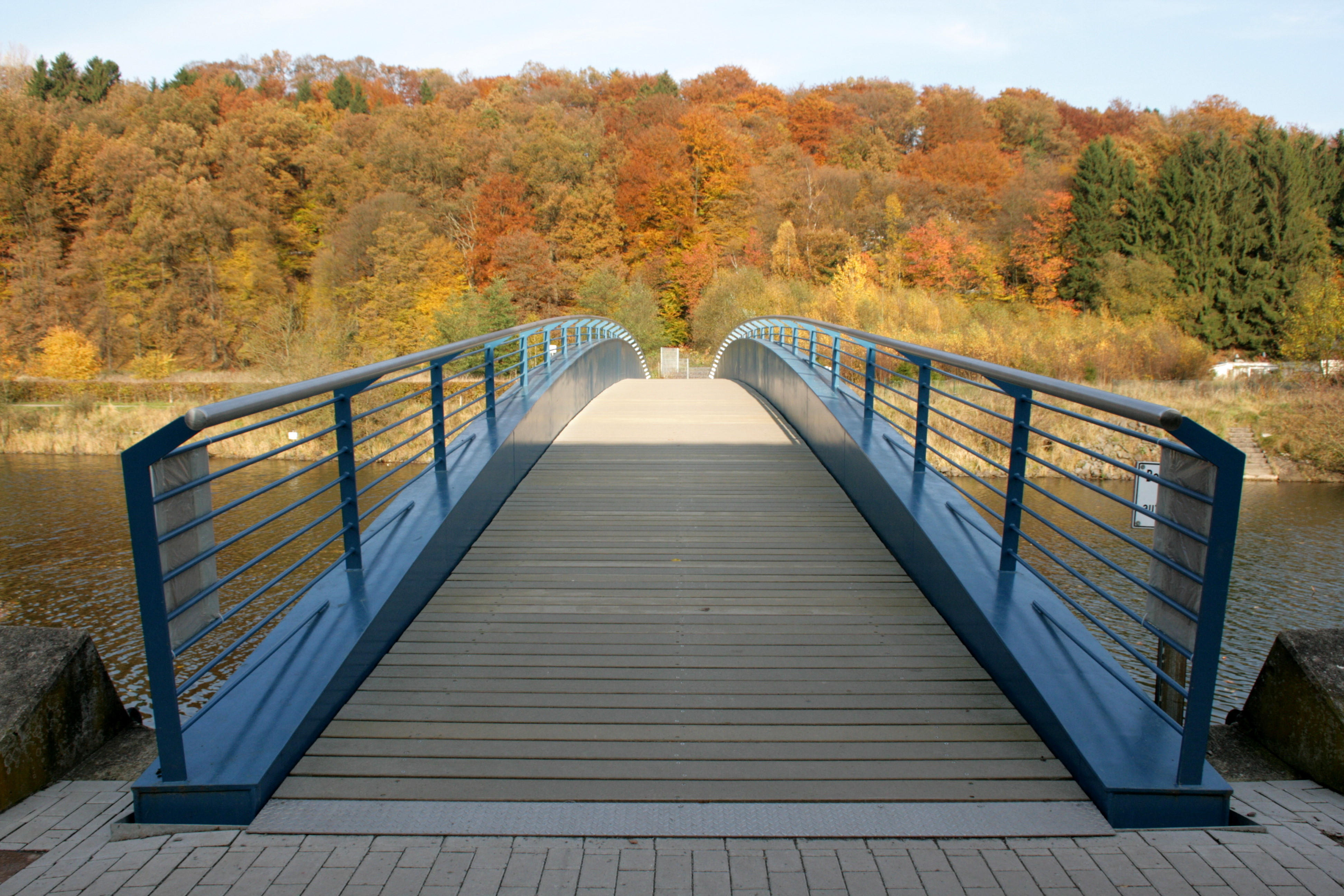
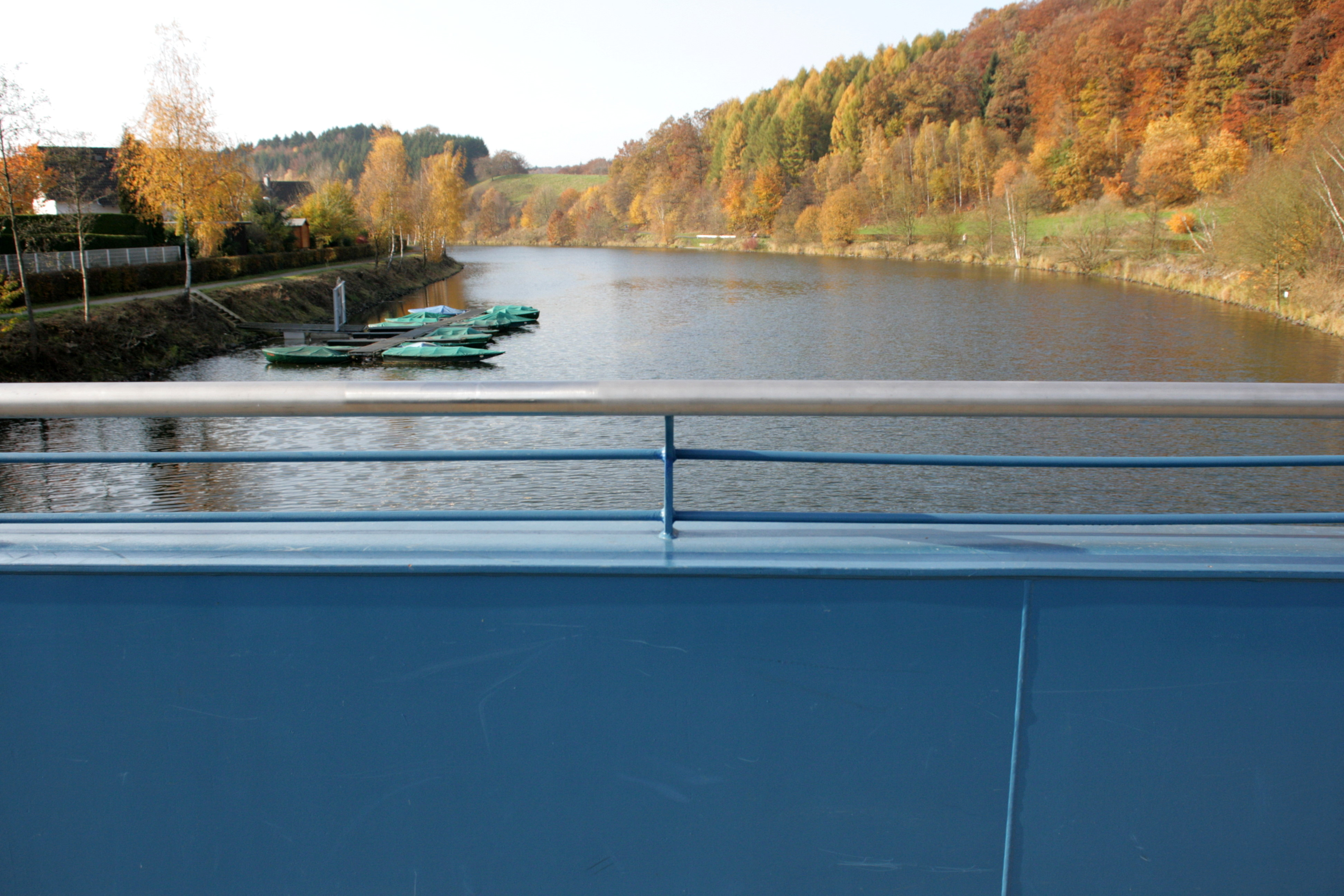
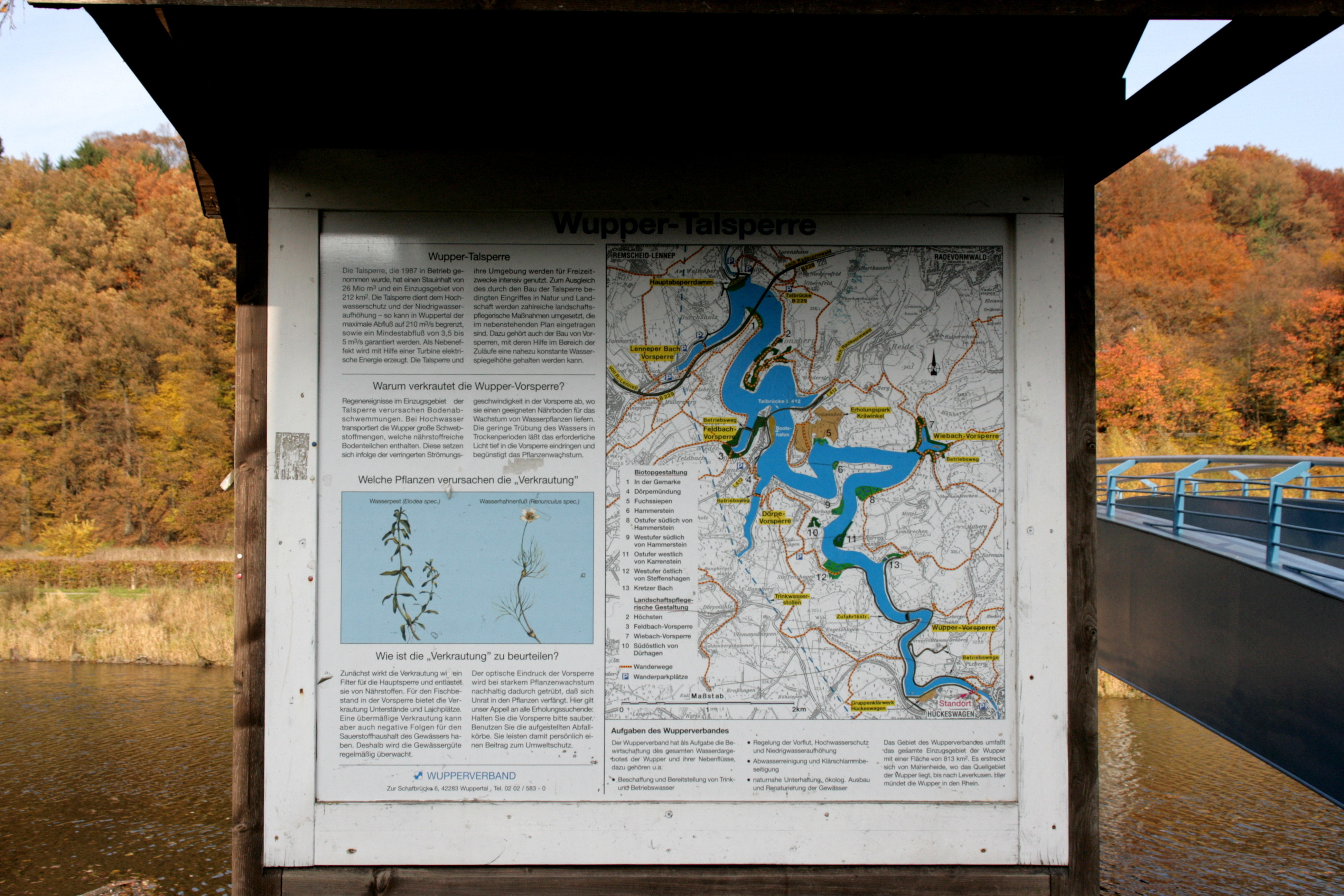

## Туризм
По мосту проходит маркированный туристский маршрут № 2 «Путь воды» (Водный путь/Wasserweg) в окрестностях Хюккесвагена из числа 24-х избранных однодневных маршрутов Обербергишес-Ланд, объединённых в систему «Бергские тематические туристские маршруты». Хорошо маркированный маршрут рассчитан на туристов с детьми. Один из пяти информационных стендов маршрута установлен рядом с мостом, на правой стороне Вуппера.

## Печатные издания
- Wasserweg. Im Wasserreich des Bergischen Landes. №2, Bergisches Haus, Bergisch Gladbach, 4. (überarbeitete) Auflafe, 2021.